# Job Pierson
Job Pierson (* 23. September 1791 in East Hampton, New York; † 9. April 1860 in Troy, New York) war ein US-amerikanischer Jurist und Politiker. Zwischen 1831 und 1835 vertrat er den Bundesstaat New York im US-Repräsentantenhaus.

## Werdegang
Job Pierson wurde ungefähr acht Jahre nach dem Ende des Unabhängigkeitskrieges in East Hampton geboren und wuchs dort auf. In dieser Zeit besuchte er Gemeinschaftsschulen. 1811 graduierte er am Williams College in Massachusetts. Er studierte Jura in Salem und Schaghticoke. Seine Zulassung als Anwalt erhielt er 1815 und begann dann im Rensselaer County zu praktizieren. Zwischen 1824 und 1833 war er Bezirksstaatsanwalt. Politisch gehörte er der Jacksonian-Fraktion an.
Bei den Kongresswahlen des Jahres 1830 für den 22. Kongress wurde Pierson im neunten Wahlbezirk von New York in das US-Repräsentantenhaus in Washington, D.C. gewählt, wo er am 4. März 1831 die Nachfolge von John D. Dickinson antrat. Nach einer erfolgreichen Wiederwahl erlitt er im Jahr 1834 eine Niederlage und schied nach dem 3. März 1835 aus dem Kongress aus.
Nach seiner Kongresszeit nahm er wieder seine Tätigkeit als Anwalt auf. Zwischen 1835 und 1840 war er Vormundschafts- und Nachlassrichter (surrogate) im Rensselaer County. Er nahm in den Jahren 1848, 1852 und 1856 als Delegierter an den Democratic National Conventions teil. Am 9. April 1860 verstarb er in Troy und wurde dann dort auf dem Oakwood Cemetery beigesetzt.